# تورلا دل سانیو
تورلا دل سانیو (به ایتالیایی: Torella del Sannio) یک کومونه در ایتالیا است که در استان کامپوباسو واقع شده‌است. تورلا دل سانیو ۱۶ کیلومتر مربع مساحت و ۸۰۸ نفر جمعیت دارد و ۸۳۷ متر بالاتر از سطح دریا واقع شده‌است.